# Saraband
Saraband és una pel·lícula sueca del director Ingmar Bergman, la qual fou difosa a la televisió el 2003 i estrenada als cinemes el 2004.

## Argument
Persuadida que la necessita, Marianne decideix retre visita a Johan a la casa de camp on viu reclús. Entre ells, la complicitat i l'afecte són reals, malgrat els trenta anys passats sense veure's. Marianne coneix el fill del vell, Henrik, i de la filla d'aquest últim, Karin, que viuen als voltants. Tots dos no es recuperen de la mort d'Anne, l'esposa d'Henrik...

## Repartiment
- Liv Ullmann: Marianne
- Erland Josephson: Johan
- Börje Ahlstedt: Henrik
- Julia Dufvenius: Karin
- Gunnel Fred: Martha

## Premis
- El 2005, la pel·lícula és nominada als Césars per a la millor pel·lícula de la Unió Europea.

## Al voltant de la pel·lícula
- La pel·lícula va ser rodada per a la televisió sueca i hi va ser difosa el desembre del 2003. La pel·lícula fou exhibida als cinemes un any més tard i en projecció digital.
- Les edats declarades dels personatges de Secrets d'un matrimoni i de Saraband no corresponen. A la primera pel·lícula Johan tenia 52 anys al final de la pel·lícula (42 al començament) però Marianne no en tenia més que 45 anys (35 quan la història arrencava). Haurien doncs de tenir aquí i en bona lògica respectivament 84 i 77 anys mentre que n'anuncien 82 i 63.
D'altra banda, els noms de les dues noies nascudes del seu matrimoni no concorden: tenim aquí Martha i Sara en lloc d'Eva i Karin.
Johan no havia estat casat abans de Marianne (ella si) i no tenia fills (Henrik). En canvi, després del seu divorci, s'havia casat de nou amb una certa... Anna.
Finalment, a Saraband, Marianne al·ludeix als poemes que escrivia Johan, protagonista d'una escena de "la vida conjugal" trenta-dos anys abans. Es retroba també la llanterna de paper representant l'astre solar i l'afirmació de Johan en el sentit que l'entesa entre un home i una dona descansa sobre una bona camaraderia i una vida sexual alegre.
- Bergman sosté que Saraband no és en cap cas la continuació de Secrets d'un matrimoni.
- Marianne i Johan, la parella de la pel·lícula, ja eren els personatges de Secrets d'un matrimoni el 1973.

## Comentaris
Bergman s'ha projectat almenys en part en el personatge de Johan. Té la mateixa edat, però també l'exdona, ja que el cineasta va ser casat amb l'actriu Liv Ullmann, fa... una trentena d'anys. La por a la mort (molts de les seves pel·lícules giren al voltant d'aquest tema), aquesta angoixa que li surt d'arreu, fins i tot "del cul", aquesta "diarrea mental" de la qual Johan es reconeix la presa al final de la pel·lícula. N'hi ha prou amb visionar les seves obres cinematogràfiques però també les literàries per convèncer-se'n. A més, el cineasta suec mai no s'ha mesurat, practicant l'autoirrisió i el menyspreu cap a la seva pròpia persona més del que seria raonable.
Johan ens és presentat com un home que ha esdevingut profundament despectiu. Les paraules que utilitza per parlar del seu fill Henrik es revelen d'una violència inaudita, el seu fàstic per a "l'amor enganxós" que li portava abans el nen Henrik, la humiliació que imposa al seu fill sexagenari són a conseqüència d'haver establert entre ells una relació construïda sencera sobre l'odi. De relacions conflictives entre pares i fills, Bergman ja n'havia tractat abans, com a Sonata de tardor. Però sens dubte mai amb tal grau d'odi. Johan sembla sovint monstruós en el seu menyspreu i el seu cinisme. No en serà més que més emocionant a l'hora de la crisi existencial, aquesta angoixa quan, de cara a la mort que s'apropa, a Johan li cau finalment la màscara i el vestit i es revela com és: un vell nu.
Entre ells, dues dones: Anna la morta i Karin la viva. El pare i el fill s'assemblen sovint a dos galants rivals. Anna se'ls ha escapat a tots dos via la malaltia, deixant-los una cicatriu impossible de tancar. Hom es pot d'altra banda preguntar quina era la naturalesa exacta dels sentiments de Johan per a la seva nora. Allà encara regna l'ambigüitat.
Karin, esdevé una aposta entre els dos homes. Henrik vol guardar-la lligada a ell. Prenent per a pretext el seu paper de professor de música, revela de fet un amor de tipus exclusiu i egoista no desproveït d'una certa ambigüitat. Però és també un home profundament perdut, trencat des que ha enviudat i Karin continua sent l'única boia que el té encara fora de l'aigua on el seu ésser i la seva raó no demanen més que enfonsar-se. Henrik és mostrat successivament tendre i atractiu, el seu amor per a Anna ens emociona, la seva fragilitat també, un intens dolor el crema sempre com ho confessa a Marianne, mentre que acaba de revelar un dels aspectes més negres de la seva personalitat: De vegades, em pregunto si no estic una mica boig. Estic tot el temps malament.
Johan vol "alliberar" Karin. Però ho desitja verdaderament de manera desinteressada o, més o menys inconscientment, per tal de privar aquest fill tan menyspreat i detestat, de l'única felicitat que aquest posseeix encara ?
Karin no escull. Estima tant el seu pare i el seu avi, viure amb el primer arrossega de constants tensions i un sofriment explosiu, massa sovint més enllà de l'intolerable. Tanmateix, si existeix un raig d'optimisme a Saraband, es trobarà a Karin. Aquesta noia tan sensible i fràgil com dura, arribarà finalment a determinar per ella mateixa el seu futur. Empenyent a la vegada la influència del pare i la catifa vermella de l'avi via l'oferta d'un gran director d'orquestra amic. Marxarà, però, allà on ella sola l'ha decidit.
Marianne, el nostre guia, ens acull a l'entrada d'aquest drama familiar. Emmarca la pel·lícula, obrint-la i tancant-la. Tot el que se situa entre el pròleg i l'epíleg, els deu capítols, escenes o moviments és doncs una tornada darrere, sent contada tota la pel·lícula per Marianne. D'ella sabem que exerceix la professió d'advocada, que una de les seves filles viu a Austràlia amb el seu marit i què l'altra ha estat internada en un hospital psiquiàtric. Podent semblar bastant passiva durant tot el relat, serveix de confident a cada protagonista per torns, demostrant sempre bona voluntat. No es descobreix més que en els últims instants de la pel·lícula, en una escena bastant sorprenent.
Vint-i-dos anys després de la seva "última pel·lícula" presentada com a "pel·lícula testament" (Fanny i Alexander), el nou opus cinematogràfic d'Ingmar Bergman Saraband és una obra magnífica, digna de les millors pel·lícules de l'autor. Si potser no ateny l'amplitud d'algunes (El setè segell, Maduixes silvestres, Crits i murmuris, Fanny i Alexander ...), les uneix tanmateix en profunditat.
Els qui esperaven de Bergman un apaivagament al vespre de la seva vida i de la seva obra, trobaran a Sarabanda com una pel·lícula d'una negror terrible, d'una desesperació quasi total.